# 새가라지
새가라지(학명: Selar crumenophalmus)는 전갱이목 전갱이과에 속하는 어류이다. 몸 길이는 보통 30cm이나 최대 70cm까지 자랄수 있으며 몸 무게는 30kg인 중형 어류에 속한다.

## 특징과 먹이
새가라지는 눈이 크고 기름 눈꺼풀이 발달해있다. 또한 모비늘이 나타나고 등지느러미와 뒷지느러미에 토막 지느러미가 없는 것이 특징이다. 등지느러미는 2개이고 꼬리지느러미는 깊게 갈라서 있으며 측선은 아가미 구멍에서 뒤에서 시작하여 아래로 구부러지다 꼬리자루의 앞쪽으로 수평으로 달린다. 몸의 등쪽은 금색 광택의 청색과 초록색을 띄며 배쪽은 희고 때때로 옆쪽은 측선을 따라 황색의 세로띠가 있다. 먹이로는 소형의 새우류, 저서 무척추동물류, 동물성 플랑크톤, 어류의 치어를 주로 먹는다.

## 서식지
새가라지의 서식지는 태평양, 대서양, 인도양의 전세계에 존재하는 온대역에 분포하며 연안보다는 깨끗한 큰 바다의 수역을 더 좋아한다. 수심 0~170m에 주로 서식하는 표해수층성 어류이며 식용이 가능하다.